# 刺齿唇柱苣苔
刺齿唇柱苣苔（学名：Chirita spinulosa）为苦苣苔科唇柱苣苔属下的一个种。

## 扩展阅读
- 維基物種上的相關：刺齿唇柱苣苔